# Temporada do Sporting Clube Olhanense de 2013–14
A temporada do Sporting Clube Olhanense de 2013–14 é a 5ª temporada consecutiva na primeira divisão do futebol português. O Olhanense participará em três competições internas:  Primeira Liga, a Taça de Portugal e a Taça da Liga.
Esta época marca a criação da Sociedade Anónima Desportiva que irá doravante gerir o futebol profissional do emblema de Olhão, uma sociedade portuguesa participada a 80% por investidores estrangeiros e 20% pelo clube. Os principais rostos dos investidores estrangeiros são o italiano Igor Campedelli e o português Miguel Pinho ex coordenador da prospecção do FC Porto, tendo também passado pelo AC Milan. 
A 6 de julho foi anunciado que o treinador principal para a temporada em curso será o ex-internacional português Abel Xavier, dando continuação à política recente de aposta em jovens treinadores. 

## Equipamento
| Principal | Alternativo |

## Equipa profissional
Atualizado a 7 de outubro de 2013. 
- : Capitão
- ²: Sub. Capitão

### Transferências

#### Entradas
| Jogador                   | De                | Notas                  |
| Mercado de Verão          | Mercado de Verão  | Mercado de Verão       |
| ------------------------- | ----------------- | ---------------------- |
| Leandro Turossi           | Moncarapachense   | Regresso de Empréstimo |
| Paulo Regula              | Naval             | Regresso de empréstimo |
| Leandro Caju              | Farense           |                        |
| Jean-Christophe Coubronne | Jogador livre     |                        |
| Celestino                 | Cluj              |                        |
| Vítor Bastos              | Guimarães         |                        |
| Belec                     | Inter Milão       | Empréstimo             |
| Bessa                     | Inter Milão       | Empréstimo             |
| Ricardo Ferreira          | AC Milan          |                        |
| Pelé                      | AC Milan          | Empréstimo             |
| Femi                      | Atlético Baleares |                        |
| Čiča                      | NK Zagreb         |                        |
| Diego Gonçalves           | Fluminense        |                        |
| Pouye                     | Gloria Bistrita   |                        |
| Bigazzi                   | Livorno           | Empréstimo             |
| Mladen                    | Roma              | Empréstimo             |
| Mehmeti                   | Palermo           | Empréstimo             |
| Vojtus                    | NK Zagreb         |                        |
| Diakhite                  | Orlando City      |                        |
| João Ribeiro              | Guimarães         |                        |
| Koné                      | Al-Mussanah (Omã) |                        |
| Krøldrup                  | Pescara           |                        |

#### Saídas
| Jogador            | Para               | Notas             |
| Mercado de Verão   | Mercado de Verão   | Mercado de Verão  |
| ------------------ | ------------------ | ----------------- |
| Babanco            | Estoril            |                   |
| Targino            | AEL Limassol       |                   |
| Ivanildo           | Académica          |                   |
| Bruno Veríssimo    | APOEL              |                   |
| Bracalli           | FC Porto           | Fim de empréstimo |
| Djaniny            | SL Benfica         | Fim de empréstimo |
| Evandro Brandão    | Videoton FC        | Fim de empréstimo |
| Abdi               | Académica          |                   |
| Fernando Alexandre | Académica          |                   |
| Tiago Terroso      | Vitória de Setúbal |                   |
| David Silva        | Kilmarnock         |                   |
| Nuno Reis          | Sporting           | Fim de empréstimo |
| Maurício           |                    |                   |
| Vasco Fernandes    | Platanias          |                   |
| Pepe               |                    |                   |
| Djalmir            |                    |                   |
| André Micael       | Zawisza Bydgoszcz  |                   |
| Yontcha            | Farense            |                   |

### Jogos

#### Pré época
| 19 de julho de 2013 | Olhanense | 1 – 5     | Reading                                                    | Rio Maior                       |  |
| 20:00 UTC           | Diego 11' | Relatório | Le Fondre 30' Gorkšs 41' Drenthe 56' McLeary 60' Obita 69' | Estádio: Municipal de Rio Maior |  |

| 27 de julho de 2013 | Benfica B | 0 – 1     | Olhanense | Seixal                |  |
| 18:00 UTC           |           | Relatório | Femi 47'  | Estádio: Caixa Campus |  |

| 31 de julho de 2013 | Quarteirense | 0 – 2     | Olhanense     | Quarteira          |  |
| 20:00 UTC           |              | Relatório | Diego 47' 61' | Estádio: Municipal |  |

| 3 de agosto de 2013 | Setúbal | 0 - 0     | Olhanense | Setúbal                                                   |  |
| 17:00 UTC           |         | Relatório |           | Estádio: Bonfim Público: 1 500 Árbitro: Miguel Figueiredo |  |

| 7 de agosto de 2013 Colombino | Levante                     | 2-1         | Olhanense | Huelva                                        |  |
| 19:30 UTC                     | El Zhar 8' David Barral 11' | [Relatório] | Diego 29' | Estádio: Nuevo Colombino Árbitro: Gil Manzano |  |

| 8 de agosto de 2013 Colombino | Recreativo   | 1-0         | Olhanense | Huelva                                  |  |
| 18:30 UTC                     | Alexander 8' | [Relatório] |           | Estádio: Nuevo Colombino Público: 1 500 |  |

#### Primeira Liga
| 17 de agosto de 2013 1ª jornada | Guimarães      | 2 - 0     | Olhanense | Guimarães                                                               |  |
| 20:15 UTC                       | Maazou 46' 71' | Relatório |           | Estádio: Afonso Henriques Público: 12 096 Árbitro: Olegário Benquerença |  |

| 24 de agosto de 2013 2ª jornada | Olhanense   | 1 - 0     | Paços de Ferreira | Loulé                                                |  |
| 18:00 UTC                       | Mehmeti 15' | Relatório |                   | Estádio: Algarve Público: 2 570 Árbitro: Hugo Miguel |  |

| 01 de setembro de 2013 3ª jornada | Marítimo      | 1 - 1     | Olhanense           | Funchal                                                      |  |
| 16:00 UTC                         | Fidelis 90+3' | Relatório | Rui Duarte 29' (gp) | Estádio: dos Barreiros Público: 3 440 Árbitro: Jorge Tavares |  |

| 15 de setembro de 2013 4ª jornada | Olhanense | 0 - 2     | Sporting                      | Loulé                                                          |  |
| 17:45 UTC                         |           | Relatório | Montero 51' André Martins 60' | Estádio: Algarve Público: 10 148 Árbitro: Olegário Benquerença |  |

| 21 de setembro de 2013 5ª jornada | Gil Vicente     | 1 - 1     | Olhanense      | Barcelos                                         |  |
| 16:00 UTC                         | João Vilela 31' | Relatório | Diakhite 90+2' | Estádio: Cidade de Barcelos Árbitro: Jorge Sousa |  |

| 28 de setembro de 2013 6ª jornada | Olhanense   | 1 - 2     | Estoril                           | Loulé                                                |  |
| 18:15 UTC                         | Dionisi 22' | Relatório | João Pedro 3' Rúben Fernandes 63' | Estádio: Algarve Público: Luís Ferreira Árbitro: 813 |  |

| 5 de outubro de 2013 7ª jornada | Belenenses          | 2 - 0     | Olhanense | Belém                                                |  |
| 16:00 UTC                       | Miguel Rosa 11' 67' | Relatório |           | Estádio: Restelo Público: 2 696 Árbitro: João Capela |  |

| 27 de outubro de 2013 8ª jornada | Olhanense | v         | Arouca | Olhão                 |  |
| 16:00 UTC                        |           | Relatório |        | Estádio: José Arcanjo |  |

| 3 de novembro de 2013 9ª jornada | Nacional | v         | Olhanense | Funchal           |  |
| 16:00 UTC                        |          | Relatório |           | Estádio: Choupana |  |

| 24 de novembro de 2013 10ª jornada | Olhanense | v         | Académica | Olhão                 |  |
| 16:00 UTC                          |           | Relatório |           | Estádio: José Arcanjo |  |

| 1 de dezembro de 2013 11ª jornada | Braga | v         | Olhanense | Braga                       |  |
| 16:99 UTC                         |       | Relatório |           | Estádio: Municipal de Braga |  |

| 8 de dezembro de 2013 12ª jornada | Olhanense | v         | Rio Ave | Olhão                 |  |
| 16:00 UTC                         |           | Relatório |         | Estádio: José Arcanjo |  |

| 15 de dezembro de 2013 13ª jornada | Olhanense | v         | Benfica | Olhão                 |  |
| 16:00 UTC                          |           | Relatório |         | Estádio: José Arcanjo |  |

| 20 de dezembro de 2013 14ª jornada | Porto | v         | Olhanense | Porto           |  |
| 16:00 UTC                          |       | Relatório |           | Estádio: Dragão |  |

| 20 de janeiro de 2013 15ª jornada | Olhanense | v         | Vitória de Setúbal | Olhão                 |  |
| 16:00 UTC                         |           | Relatório |                    | Estádio: José Arcanjo |  |

| 19 de janeiro de 2014 16ª jornada | Olhanense | v         | Guimarães | Olhão                 |  |
| 16:00 UTC                         |           | Relatório |           | Estádio: José Arcanjo |  |

| 2 de fevereiro de 2014 17ª jornada | Paços de Ferreira | v         | Olhanense | Paços de Ferreira  |  |
| 16:00 UTC                          |                   | Relatório |           | Estádio: Mata Real |  |

| 9 de fevereiro de 2014 18ª jornada | Olhanense | v         | Marítimo | Olhão                 |  |
| 16:00 UTC                          |           | Relatório |          | Estádio: José Arcanjo |  |

| 16 de fevereiro de 2014 19ª jornada | Sporting | v         | Olhanense | Lisboa                |  |
| 16:00 UTC                           |          | Relatório |           | Estádio: Alvalade XXI |  |

| 23 de fevereiro de 2014 20ª jornada | Olhanense | v         | Gil Vicente | Olhão                 |  |
| 16:00 UTC                           |           | Relatório |             | Estádio: José Arcanjo |  |

| 2 de março de 2014 21ª jornada | Estoril | v         | Olhanense | Estoril                          |  |
| 16:00 UTC                      |         | Relatório |           | Estádio: António Coimbra da Mota |  |

| 9 de março de 2014 22ª jornada | Olhanense | v         | Belenenses | Olhão                 |  |
| 16:00 UTC                      |           | Relatório |            | Estádio: José Arcanjo |  |

| 16 de março de 2014 23ª jornada | Arouca | v         | Olhanense | Arouca                       |  |
| 16:00 UTC                       |        | Relatório |           | Estádio: Municipal de Arouca |  |

| 23 de março de 2014 24ª jornada | Olhanense | v         | Nacional | Olhão                 |  |
| 16:00 UTC                       |           | Relatório |          | Estádio: José Arcanjo |  |

| 30 de março de 2014 25ª jornada | Académica | v         | Olhanense | Coimbra                    |  |
| 16:00 UTC                       |           | Relatório |           | Estádio: Cidade de Coimbra |  |

| 6 de abril de 2014 26ª jornada | Olhanense | v         | Braga | Olhão                 |  |
| 16:00 UTC                      |           | Relatório |       | Estádio: José Arcanjo |  |

| 13 de abril de 2014 27ª jornada | Rio Ave | v         | Olhanense | Vila do Conde              |  |
| 16:00 UTC                       |         | Relatório |           | Estádio: Estádio dos Arcos |  |

| 19 de abril de 2014 28ª jornada | Benfica | v         | Olhanense | Lisboa       |  |
| 16:00 UTC                       |         | Relatório |           | Estádio: Luz |  |

| 4 de maio de 2014 29ª jornada | Olhanense | v         | Porto | Olhão                 |  |
| 16:00 UTC                     |           | Relatório |       | Estádio: José Arcanjo |  |

| 11 de maio de 2014 30ª jornada | Setúbal | v         | Olhanense | Setúbal         |  |
| 16:00 UTC                      |         | Relatório |           | Estádio: Bonfim |  |

#### Taça de Portugal
| 20 de outubro de 2013 3ª Eliminatória | Lusitano Vildemoinhos | v         | Olhanense | Vildemoinhos       |  |
| 16:00 UTC                             |                       | Relatório |           | Estádio: Trambelos |  |

#### Taça da Liga
| 9 de outubro de 2013 Fase 2 - 1ª mão | Covilhã | v         | Olhanense | Covilhã          |  |
| 15:00 UTC                            |         | Relatório |           | Estádio: Covilhã |  |

| 30 de outubro de 2013 Fase 2 - 2ª mão | Olhanense | v         | Covilhã | Loulé            |  |
| 15:00 UTC                             |           | Relatório |         | Estádio: Algarve |  |